# Brethil

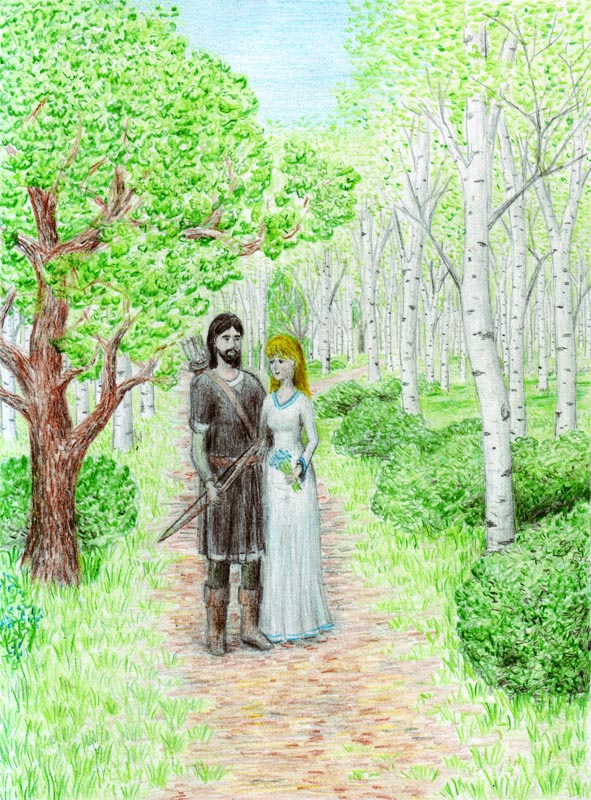
Túrin Turambar y Nienor en el bosque de Brethil.

Brethil es un lugar ficticio perteneciente al legendarium del escritor británico J. R. R. Tolkien, que aparece en sus novelas El Silmarillion y Los hijos de Húrin. Se trata de una región boscosa que después de la Dagor Bragollach, cuarta de las Batallas de Beleriand, fue incluida dentro de los límites de Doriath. En ella vivían Hombres del pueblo de Haleth, amigos de los Elfos.
El hito más destacable del bosque es la colina de Amon Obel, sobre la que se erguía Ephel Brandir, el principal asentamiento de los Haladin. El río Teiglin atravesaba el bosque.
En este bosque fue donde Túrin Turambar, después de la Nírnaeth Arnoediad, quinta de las Batallas de Beleriand, mató al primero de los Grandes Dragones, Glaurung.
- Datos: Q2288937